# Gołuchów (województwo świętokrzyskie)
Gołuchów – wieś sołecka w Polsce, położona w województwie świętokrzyskim, w powiecie pińczowskim, w gminie Kije.
W latach 1975–1998 miejscowość administracyjnie należała do województwa kieleckiego.

## Integralne części miejscowości
| SIMC    | Nazwa     | Rodzaj    |
| ------- | --------- | --------- |
| 0242654 | Szpital   | część wsi |
| 0242660 | Tarnówki  | część wsi |
| 0242677 | Wygwizdów | część wsi |

## Historia
Wieś wspominana w dokumencie z roku 1213, stanowiła uposażenie altari Św. Jakuba w Kijach obok Rębowic i Niedzwiwedzi. Spis z roku 1827 umiejscawia Gołuchow w obwodzie stopnickim, powiecie szydłowskim, parafii Kije – występuje jako wieś prywatna, posiadał wówczas 34 domy i 245 mieszkańców.
Według spisu powszechnego z roku 1921 wieś i folwark Gołuchów posiadały 57 domów i 425 mieszkańców

## Zabytki
- Kaplica pw. Matki Boskiej Różańcowej z II połowy XIX w.